# Perlamantispa royi
Perlamantispa royi är en insektsart som beskrevs av Poivre 1982. Perlamantispa royi ingår i släktet Perlamantispa och familjen fångsländor. Inga underarter finns listade i Catalogue of Life.